# Diccionari normatiu valencià
El Diccionari normatiu valencià, también conocido por sus siglas DNV, es el diccionario normativo en valenciano editado y elaborado por la Acadèmia Valenciana de la Llengua (AVL), institución encargada, según el Estatuto de Autonomía de la Comunidad Valenciana de 2006, de marcar la normativa del valenciano en la Comunidad Valenciana. Desde que se aprobara en enero de 2014 únicamente puede consultarse en línea, puesto que aún está en fase de revisión, ya que los usuarios del diccionario pueden proponer nuevas palabras y definiciones.
Ha recibido ataques desde sectores tan opuestos como el blaverismo y el catalanismo, mientras que los sectores progresistas recibieron la publicación positivamente. Uno de los factores más criticados de este diccionario ha sido su visión unitaria de la lengua, puesto que reconoce la unidad de la lengua en los territorios de la Antigua Corona de Aragón:

valencià -ana [valensiá]

m. LING. Llengua romànica parlada a la Comunitat Valenciana, així com a Catalunya, les Illes Balears, el departament francés dels Pirineus Orientals, el Principat d'Andorra, la franja oriental d'Aragó i la ciutat sarda de l'Alguer, llocs on rep el nom de català. 

[Lengua románica hablada en la Comunidad Valenciana, así como en Cataluña, las Islas Baleares, el departamento francés de los Pirineos Orientales, el Principado de Andorra, la franja oriental de Aragón y la ciudad sarda de Alguer, lugares donde recibe el nombre de catalán].

## Historia del DNV

### Publicación de la primera edición
Una de las obras más esperadas de la Academia Valenciana de la Lengua, por su importancia, era el Diccionari normatiu valencià (DNV), del cual se encargaba la comisión para su creación, que estuvo formada por seis académicos -Rafael Alemany, Ramon Ferrer, Josep Palomero, Artur Ahuir, Manuel Pérez Saldanya y Jordi Colomina, siendo este último su coordinador-. Tras doce años de trabajo, la AVL aprobó el 31 de enero de 2014 el DNV, compuesto por más de 93.000 vocablos, el cual recoge la definición de los términos, sinónimos y uso característico aceptable y, cuando es pertinente, la utilización más local y coloquial de las palabras. El diccionario fue aprobado por una amplia mayoría de los académicos, ya que 16 votaron a favor del texto, 2 en contra y 2 se abstuvieron. La Academia Valenciana de la Lengua afirmó que el 31 de enero de 2014 será un día histórico para nuestra lengua y para la cultura del pueblo valenciano, por lo que este día marcará un antes y un después para todos aquellos ciudadanos que aman el signo de identidad más emotivo y potente de un pueblo.

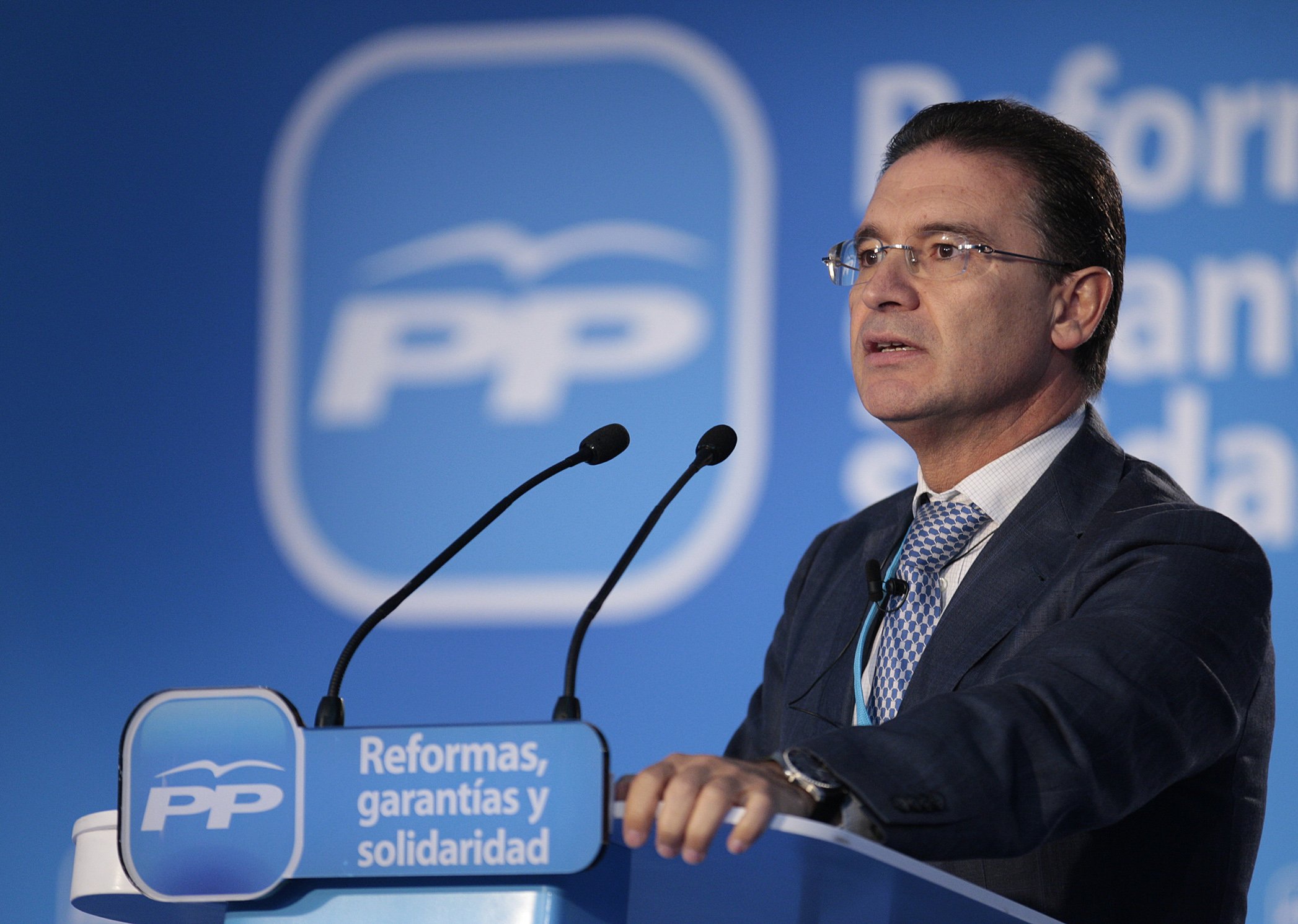
Serafín Castellano, uno de los políticos del PP más críticos con las posturas lingüísticas de la AVL.

La alegría de la Academia por aprobar su diccionario no duró mucho, ya que en él incluía una definición que no gustó nada al partido del gobierno de la Generalidad Valenciana. La definición de la polémica era la del nombre de la propia lengua, el valenciano, y la traducción literal de esta definición dice así: lengua románica hablada en la Comunidad Valenciana, así como en Cataluña, las Islas Baleares, el departamento francés de los Pirineos Orientales, el Principado de Andorra, la franja oriental de Aragón y la ciudad sarda de Alguer, lugares donde recibe el nombre de catalán. Así, el 1 de febrero de 2014 el secretario regional del PP, Serafín Castellano, criticó que el Diccionario equiparara valenciano y catalán, y aseveró que al equiparar el valenciano y el catalán, la AVL pierde todo su sentido, porque se creó precisamente para defender la personalidad de nuestra lengua, al igual que las academias de otras comunidades autónomas bilingües. Además de las críticas, el PP y la Generalidad Valenciana llegaron a vetar la publicación digital del diccionario, el cual no se publicó el día previsto, aunque la AVL alegó problemas técnicos para la no publicación. Esta reacción del PP y de la Generalidad no se esperaba en la Academia Valenciana de la Lengua, y por ello su vicepresidente, Josep Palomero, afirmó que era incomprensible que un gobierno actúe con estas declaraciones en contra de una institución de la propia Generalidad, y que, además ha hecho un enorme esfuerzo al incorporar muchísimos vocablos valencianos que hasta ahora no aparecían en los diccionarios.
Tras varios días de polémica la Generalidad Valenciana, a través de la Consejería de Educación, Cultura y Deporte, pidió al Consejo Jurídico Consultivo (CJC) que dictaminara "con carácter urgente" si la definición de valenciano incluida en el DNV de la Academia Valenciana de la Lengua se "acomodaba" al Estatuto de Autonomía. Cuando se le preguntó al presidente del CJC, Vicente Garrido, sobre el tema de la polémica, éste respondió que la Academia Valenciana de la Lengua tiene la competencia de determinar la normativa del idioma valenciano, por lo que el valenciano es lo que la AVL diga que es, aunque otra cosa es el tema de la denominación del idioma.
Pese a la solicitud por parte de la Generalidad al CJC de un dictamen urgente sobre el Diccionario de la Academia, la AVL publicó el 6 de febrero en su página web el DNV, aprovechando el hecho de que la notificación al CJC no iba acompañada de otro escrito al propio ente normativo para advertirle que, mientras no se confirmara ese dictamen, no podía publicar su obra. Aunque la AVL introdujo una "advertencia" en la que decía que la definición de valenciano del diccionario ha sido objeto de una petición de dictamen al CJC por parte de la consejera de Educación, Cultura y Deporte. La sociedad valenciana respondió a la publicación del diccionario positivamente, puesto que en apenas tres días recibió 85.000 visitas. El mismo día que se publicó el DNV el presidente del Consejo Valenciano de Cultura (CVC), Santiago Grisolía, salió en defensa de la AVL instando a la Generalidad a que asumiera el nuevo diccionario normativo de la Academia Valenciana de la Lengua o si no "que quite" la institución, puesto que si creas la Academia tienes que dejar que haga lo que debe hacer y se acabó.
El 12 de febrero el CJC realizó su dictamen sobre el tema, y en él estimó que la definición incluida en el Diccionario no se acomodaba al Estatuto, aunque también dejaba claro que la potestad para confeccionar el diccionario en valenciano y definir la lengua era de la Academia. Al día siguiente, la junta de gobierno de la AVL respondió al dictamen del CJC mediante un comunicado en el que defendía su autoridad normativa: El dictamen del CJC ha dejado rotundamente claro que el valenciano es lo que la Academia diga que es, en ejercicio de su función de determinar la normativa oficial del valenciano. Además del comunicado el vicepresidente de la AVL, Josep Palomero, explicó que a partir del mes de marzo de 2014, cuando se hiciera la remodelación de las secciones de la AVL, alguna de ellas se encargaría de empezar a estudiar el informe del CJC, aunque afirmó que llevará "su tiempo", pues el diccionario costó 12 años de hacer.
Por su parte, la respuesta de la consejera de Educación al informe fue que el Gobierno valenciano se contentaría con una definición de valenciano que se acomodara al ordenamiento jurídico, lo cual para la AVL ya se cumplía en la definición cuestionada. Posteriormente, el 24 de febrero, el presidente de la Generalidad, Alberto Fabra, hizo público que había mantenido una reunión con el presidente de la Academia Valenciana de la Lengua, con el objetivo de generar tranquilidad y serenidad tras la polémica provocada por la definición de valenciano del DNV aprobado por el ente normativo.
Dentro de la polémica surgida tras la publicación del DNV, el 6 de marzo, el presidente de la AVL, Ramón Ferrer, remitió una carta al decano de la RACV en la que le comunicaba su dimisión como académico de número de la histórica entidad valencianista, lo cual dejaba a la AVL sin ningún representante de la RACV entre sus miembros.
Tras varios meses de estancamiento, el 1 de septiembre la portavoz del Gobierno valenciano y consejera de Educación, Cultura y Deporte realizó una nueva declaración donde amenazaba a la Academia con la posible eliminación de su presupuesto para el año 2015 si no modificaban la definición de "valenciano" en su diccionario, aunque recalcó que en esos momentos trabajaban por "la vía del diálogo". A lo que el presidente del Consejo Valenciano de Cultura, Santiago Grisolía, señaló que no creía que finalmente el Gobierno valenciano retirara el presupuesto de la Academia Valenciana de la Lengua si no modifica la definición de 'valenciano' en su diccionario.
Escasamente un mes después, el consejero Luis Santamaría anunció el 20 de octubre en el foro de Lo Rat Penat que el pleno del Consejo aprobaría esa semana el anteproyecto de ley de señas de identidad, la cual establecerá la definición de valenciano como "la lengua propia y el idioma oficial de la Comunidad Valenciana", lo cual se debe a que ni las presiones ni las amenazas del Consejo de la Generalidad han hecho que la AVL modifique la definición de valenciano. El consejero remarcó también que el respeto a la lengua valenciana como seña de identidad implica defender «su individualidad respecto a las demás lenguas del Estado, así como también que la futura ley recogerá que todas las instituciones de la Generalidad «deberán adecuar sus actuaciones en respeto a la individualidad de la lengua valenciana». Junto al anuncio sobre la nueva ley de señas de identidad el consejero también aseguró que el Consejo de la Generalidad está analizando varias fórmulas para hacer que la AVL cumpla el dictamen del CJC, el cual ignora la Academia.
Pese a las críticas y amenazas, la AVL permaneció firme en su postura y mantuvo la definición polémica, postura ensalzada por todos los partidos de la oposición de las Cortes Valencianas (PSPV, Compromís y EUPV), por la plataforma educativa Escola Valenciana, así como también por el IEC. De forma indirecta, la Real Academia Española (RAE) también da la razón a la AVL en cuanto a la definición de valenciano, ya que en su diccionario lo define como la variedad del catalán hablada en la Comunidad Valenciana, lo cual también genera "malestar" entre los miembros del Partido Popular.

### Ediciones
- Primera edición (2014, consultable en línea).

## Críticas al DNV

### Críticasblaveras
Con la publicación del Diccionari normatiu valencià reafirmando que el catalán y el valenciano son la misma lengua, varias personalidades y asociaciones contrarias a este hecho, como la sección juvenil del PP, el partido político Ciudadanos-Partido de la Ciudadanía de Valencia, la RACV, Lo Rat Penat, Renaixença Valencianista o el GAV, han criticado esta visión de la AVL, llegando a pedir en un manifiesto conjunto el cierre de la Academia. Junto a estas críticas, la PLV y el CCV pidieron al presidente de la Academia Valenciana de la Lengua, el cual también era miembro de la Real Academia de Cultura Valenciana, que dejara su puesto como académico de la RACV, ya que consideraban que la AVL y la RACV son entidades que defienden posturas completamente contrarias, y que su permanencia en la RACV estaba provocando, a su entender, la pérdida de credibilidad de esta institución, a lo que Ferrer respondió el 6 de marzo presentando su dimisión al presidente de la RACV. Varios Consejeros de la Generalidad Valenciana (Serafín Castellano, Isabel Bonig, María José Català, José Císcar, Luis Santamaría...) también realizaron declaraciones muy críticas con la institución, amenazándola, entre otras cosas, con retirarle el presupuesto u obligarla mediante un decreto a modificar la definición de valenciano de este diccionario.
Por la cantidad de críticas recibidas el vicepresidente de la Academia Valenciana de la Lengua, Josep Palomero, realizó una declaración en la que defendió el gran esfuerzo que la institución ha desarrollado durante 12 años para sacar adelante el Diccionari normatiu valencià y, por ello, describió la reacción de los políticos del Partido Popular como fuegos artificiales que demuestran su propia ignorancia. También salieron en defensa de la institución partidos políticos como Esquerra Unida del País Valencià, el cual decía que los únicos que pueden juzgar el trabajo de la AVL son los filólogos, la Coalició Compromís, que pedía una disculpa a la AVL por parte del gobierno de Alberto Fabra y del PP, y también el PSPV, que apoyaba que la AVL equiparara el valenciano y el catalán en su diccionario. Por su parte Escola Valenciana recordó al presidente de la Generalidad Valenciana, Alberto Fabra, que los diccionarios los hacen los académicos, no los políticos.

### Críticascatalanistas
La publicación del Diccionari normatiu valencià también ha recibido críticas desde los sectores conocidos como catalanistas. Un ejemplo son las críticas que realizó Ferran Carbó, director del Institut Interuniversitari de Filologia Valenciana, quién dijo que no le gustaba el procedimiento de elaboración de este diccionario, puesto que se había dejado de lado la coordinación, el consenso y la valoración de las universidades valencianas y del IEC. Otras personalidades relacionadas con este sector, como Joan Castellano (escritor y técnico lingüístico), Toni Cucarella (escritor y político) o Francesc Esteve (técnico lingüístico de la Universidad de Valencia), también critican a la institución por haber incorporado palabras propias del registro coloquial al diccionario, así como también por el carácter dialectizador que le han otorgado al multiplicar las variantes, lo cual supone para ellos que esta herramienta no sea capaz de mantener un criterio de coherencia, suponiendo esto el fin de la unidad del catalán. Junto a las críticas, algunas de estas personalidades, como Joan Castellano, también elogian algunos aspectos del Diccionario normativo valenciano, como el hecho de reconocer la oficialidad de algunas palabras genuinas valencianas o el adaptar palabras naturales valencianas que no aparecían en el Diccionario de la lengua catalana del Instituto de Estudios Catalanes.
El académico responsable de coordinar la comisión encargada de redactar el Diccionario normativo valenciano, Jordi Colomina, respondió a las críticas sobre el carácter dialectizador del diccionario con la siguiente afirmación: el DNV es un diccionario general de la lengua común de los territorios de la antigua Corona de Aragón, y que por el hecho de estar realizado en Valencia da prioridad a las palabras, acepciones y frases propias del valenciano, incorporándolos por primera vez, ya que estaban ausentes en los diccionarios anteriores. Además de esto, este diccionario también incluye todo el corpus lexicográfico normativo propio del resto de zonas donde también se habla esta lengua.